# Бачки Петровац
Бачки Петровац (слч. Báčsky Petrovec) је градско насеље у Србији и седиште истоимене општине у Јужнобачком управном округу. Према попису из 2022. било је 5.227 становника.

## Историја
На територији насеља Бачки Петровац већ у праисторијско доба постојала су насеља а најстарији помен је из 13. века када је признат за самосталну црквено општину са црквом која је посвећена св. Петру. Име Петровац се наводи и у историјским изворима и аналима из 15. и 16. као и 17. века. Имена Бодоњ, Телек и Драгово говоре о томе да су први становници ту били Мађари и Срби. У време турског доба ту се помиње сеоце са 19 затим 5 и крајем 16. века 28 породица. У време устанка Ракоција Драгово, Бодоњ и друга насеља су била спаљена и остао је само Петровац. Године 1733, у Петровцу је било само 40 православних домова, а православни свештеници су Живан Милутиновић и Филип Арсеновић.
У првој половини 18. века дошло је до сеобе Словака на Доњу земљу. Године 1747. доведени су први Словаци у Бачку на имање Чарнојевића у Футогу где им је он уступио део старе општине Петровац у којој је било 19 српских породица. Први словачки досељеници потичу из новохрадске столице (која се данас углавном налази у Мађарској). У 18. век и 19. веку овде је било велико властелинство – футошко, које је обухватало Гложан и Петровац. Први подаци о броју становника датирају из 1772. године из времена Марије Терезије и у Петровцу је побројано 423 породице од чега 37 српских, а скупа је било 2.000 становника. Значи да је Петровац у то доба био овеће насеље. У 18. и 19. веку постаје највеће словачко насеље у Бачкој. После је наишло доба стагнације услед одлива становништва у Срем и за време рата у Чехословачку. Но иако је у популацији настала одређена стагнација Петровац се развија културно, привредно, трговински и у административно- управном смислу је напредовао и постао је не само културно средиште Словака већ се сврстао у најнапреднија насеља у јужној Бачкој.
Бачки Петровац је имао знатан допринос у борби са окупатором и то у оквиру Новосадског партизанског одреда, све до коначног ослобођења 1944. године. Новембра 1944. године у Бачком Петровцу је формирана Четрнаеста војвођанска (словачка) бригада, састављена од припадника словачке националности.

## Положај
Бачки Петровац се налази у делу јужне Бачке, и Западном делу Војводине, на врло плодном земљишту на територији општине Бачки Петровац.
- Географска дужина: 45° 21' 38 N
- Географска ширина: 19° 35' 30 E
- Надморска висина: 87 m

## Култура
Међу знаменитијим споменицима историје је споменик обешеним првоборцима 1941. године и стара црква из 1813. у Кулпину. У Бачком Петровцу су познати Словачка гимназија, Галерија Карол Милослав Лехотски, Галерија Зуске Медвеђове, Музеј војвођанских Словака (до 2012. Народни музеј), Библиотека „Штефан Хомола” и друге образовне и културне институције.
У Бачком Петровцу се налази Кудељара (Мљач) која је проглашена за споменик културе.

### Ликовни живот
У ликовној уметности почеци ликовног живота у Бачком Петровцу су неистражени али се зна да је први школовани сликар на овим просторима био Јан Рохоњ који је живео у првој половини 19. века но његови радови нису сачувани и непознати су. Даљим иако аматер био је свештеник Бењамин Реус чије једно платно је у Галерији Зуске Медвеђове. Велики утицај на сликарство у овој средини оставио је сликар Карол Милослав Лехотски који је из редова Словака био први академски сликар. Његови радови налазе се у Галерији Зуске Медведјове и у приватном власништву. Поред овог сликара велики утицај у овој области уметности је имала и сликарка Зуска Медвеђова која је своје слике поклонила Бачком Петровцу. Бачки Петровац је имао школоване сликара и сликаре аматере које су били опажани и у другим срединама, и од школованих сликара утицај на сликарство у Бачком Петровцу имали су у новије време Јарослав Шимович, Михал Кираљ, Иван Крижан, Владимир Лабат-Ровњев (који се бавио и скулптуром) и др. 1980- тих године ликовни живот је обележен оснивањем „Галерије Блатно“ од стране групе аматера а чија је главна покретачка снага био академски сликар и графичар Михал Кираљ. 1989. Бачки Петровац је поред Галерије Зуске Медвеђове добио и нову галерију у гимназији Јан Колар. У данашнје време у Бачком Петровцу не живи ни један академски сликар. У Бачком Петровцу постоје две галерије и ту се налази центар за презентацију ликовне уметности словака у Србији.

## Привреда
У овом крају је развијена пољопривреда, а нарочито је било чувено хмељарство. Хмељ „зелено равничарско злато“ из Бачког Петровца, веома је познат у свету. Због близине Новог Сада, већина становника свакодневно путује у град. Поред Новог Сада велики број становника ради у суседној Бачкој Паланци. Подручје Бачког Петровца у систему канала Дунав—Тиса—Дунав има ловишта и друге природне атрактивности.

## Демографија

### Етнички састав 1910.[4]
|  | Словаци | Јевреји | Срби |  |
|  | ------- | ------- | ---- |  |
|  | 7335    | 107     | 40   |  |

### Демографија
У насељу Бачки Петровац живи 5434 пунолетна становника, а просечна старост становништва износи 40,7 година (38,5 код мушкараца и 42,8 код жена). У насељу има 2567 домаћинстава, а просечан број чланова по домаћинству је 2,62.
Ово насеље је углавном насељено Словацима (према попису из 2002. године), а у последња три пописа, примећен је пад у броју становника.
|             | \| Демографија[5] \| Демографија[5] \| Демографија[5] \| \| Година \| Становника \| Становника \| \| -------------- \| -------------- \| -------------- \| \| 1948. \| 7.452 \| \| \| 1953. \| 7.503 \| \| \| 1961. \| 8.104 \| \| \| 1971. \| 7.822 \| \| \| 1981. \| 7.729 \| \| \| 1991. \| 7.236 \| 7.120 \| \| 2002. \| 6.727 \| 6.993 \| \| 2011. \| 6.155 \| \| \| 2022. \| 5.227 \| \| |            |
| Демографија | |            |
| Година      | Становника | Становника |
| 1948.       | 7.452 |            |
| 1953.       | 7.503 |            |
| 1961.       | 8.104 |            |
| 1971.       | 7.822 |            |
| 1981.       | 7.729 |            |
| 1991.       | 7.236 | 7.120      |
| 2002.       | 6.727 | 6.993      |
| 2011.       | 6.155 |            |
| 2022.       | 5.227 |            |

| Етнички састав према попису из 2002.‍ | Етнички састав према попису из 2002.‍ | Етнички састав према попису из 2002.‍ | Етнички састав према попису из 2002.‍ | Етнички састав према попису из 2002.‍ |
| ------------------------------------ | ------------------------------------ | ------------------------------------ | ------------------------------------ | ------------------------------------ |
|                                      |                                      |                                      |                                      |                                      |
| Словаци                              | Словаци                              |                                      | 5.549                                | 82,48%                               |
| Срби                                 | Срби                                 |                                      | 573                                  | 8,51%                                |
| Југословени                          | Југословени                          |                                      | 169                                  | 2,51%                                |
| Хрвати                               | Хрвати                               |                                      | 56                                   | 0,83%                                |
| Мађари                               | Мађари                               |                                      | 36                                   | 0,53%                                |
| Роми                                 | Роми                                 |                                      | 22                                   | 0,32%                                |
| Муслимани                            | Муслимани                            |                                      | 10                                   | 0,14%                                |
| Црногорци                            | Црногорци                            |                                      | 9                                    | 0,13%                                |
| Русини                               | Русини                               |                                      | 8                                    | 0,11%                                |
| Словенци                             | Словенци                             |                                      | 5                                    | 0,07%                                |
| Македонци                            | Македонци                            |                                      | 5                                    | 0,07%                                |
| Албанци                              | Албанци                              |                                      | 4                                    | 0,05%                                |
| Украјинци                            | Украјинци                            |                                      | 3                                    | 0,04%                                |
| Немци                                | Немци                                |                                      | 3                                    | 0,04%                                |
| Чеси                                 | Чеси                                 |                                      | 1                                    | 0,01%                                |
| Руси                                 | Руси                                 |                                      | 1                                    | 0,01%                                |
| непознато                            | непознато                            |                                      | 140                                  | 2,08%                                |

| \| \| м \| \| \| ж \| \| ? \| 3 \| \| \| 4 \| \| 80+ \| 51 \| \| \| 119 \| \| 75—79 \| 82 \| \| \| 147 \| \| 70—74 \| 120 \| \| \| 228 \| \| 65—69 \| 176 \| \| \| 228 \| \| 60—64 \| 163 \| \| \| 187 \| \| 55—59 \| 172 \| \| \| 202 \| \| 50—54 \| 296 \| \| \| 275 \| \| 45—49 \| 293 \| \| \| 274 \| \| 40—44 \| 254 \| \| \| 228 \| \| 35—39 \| 236 \| \| \| 190 \| \| 30—34 \| 242 \| \| \| 209 \| \| 25—29 \| 199 \| \| \| 212 \| \| 20—24 \| 226 \| \| \| 221 \| \| 15—19 \| 229 \| \| \| 214 \| \| 10—14 \| 198 \| \| \| 170 \| \| 5—9 \| 195 \| \| \| 174 \| \| 0—4 \| 175 \| \| \| 135 \| \| Просек : \| 38,5 \| \| \| 42,8 \| |      |  |  |      |
| |      |  |  |      |
| | м    |  |  | ж    |
| ? | 3    |  |  | 4    |
| 80+ | 51   |  |  | 119  |
| 75—79 | 82   |  |  | 147  |
| 70—74 | 120  |  |  | 228  |
| 65—69 | 176  |  |  | 228  |
| 60—64 | 163  |  |  | 187  |
| 55—59 | 172  |  |  | 202  |
| 50—54 | 296  |  |  | 275  |
| 45—49 | 293  |  |  | 274  |
| 40—44 | 254  |  |  | 228  |
| 35—39 | 236  |  |  | 190  |
| 30—34 | 242  |  |  | 209  |
| 25—29 | 199  |  |  | 212  |
| 20—24 | 226  |  |  | 221  |
| 15—19 | 229  |  |  | 214  |
| 10—14 | 198  |  |  | 170  |
| 5—9 | 195  |  |  | 174  |
| 0—4 | 175  |  |  | 135  |
| Просек : | 38,5 |  |  | 42,8 |

| Година пописа     | 1948. | 1953. | 1961. | 1971. | 1981. | 1991. | 2002. |
| ----------------- | ----- | ----- | ----- | ----- | ----- | ----- | ----- |
| Број домаћинстава | 2.265 | 2.426 | 2.690 | 2.642 | 2.806 | 2.646 | 2.567 |

| Број чланова      | 1   | 2   | 3   | 4   | 5   | 6  | 7 | 8 | 9 | 10 и више | Просек |
| ----------------- | --- | --- | --- | --- | --- | -- | - | - | - | --------- | ------ |
| Број домаћинстава | 646 | 672 | 534 | 520 | 139 | 42 | 9 | 3 | 1 | 1         | 2,62   |

| Пол    | Укупно | Неожењен/Неудата | Ожењен/Удата | Удовац/Удовица | Разведен/Разведена | Непознато |
| ------ | ------ | ---------------- | ------------ | -------------- | ------------------ | --------- |
| Мушки  | 2.742  | 858              | 1.682        | 109            | 93                 | 0         |
| Женски | 2.938  | 524              | 1.705        | 583            | 123                | 3         |
| УКУПНО | 5.680  | 1.382            | 3.387        | 692            | 216                | 3         |

| Пол    | Укупно                    | Пољопривреда, лов и шумарство | Рибарство                            | Вађење руде и камена | Прерађивачка индустрија       |
| ------ | ------------------------- | ----------------------------- | ------------------------------------ | -------------------- | ----------------------------- |
| Мушки  | 1.552                     | 572                           | 1                                    | 2                    | 400                           |
| Женски | 985                       | 200                           | 0                                    | 1                    | 292                           |
| Укупно | 2.537                     | 772                           | 1                                    | 3                    | 692                           |
|        |                           |                               |                                      |                      |                               |
| Пол    | Производња и снабдевање   | Грађевинарство                | Трговина                             | Хотели и ресторани   | Саобраћај, складиштење и везе |
| Мушки  | 27                        | 110                           | 117                                  | 29                   | 72                            |
| Женски | 9                         | 8                             | 125                                  | 27                   | 16                            |
| Укупно | 36                        | 118                           | 242                                  | 56                   | 88                            |
|        |                           |                               |                                      |                      |                               |
| Пол    | Финансијско посредовање   | Некретнине                    | Државна управа и одбрана             | Образовање           | Здравствени и социјални рад   |
| Мушки  | 13                        | 28                            | 59                                   | 42                   | 18                            |
| Женски | 16                        | 24                            | 48                                   | 95                   | 73                            |
| Укупно | 29                        | 52                            | 107                                  | 137                  | 91                            |
|        |                           |                               |                                      |                      |                               |
| Пол    | Остале услужне активности | Приватна домаћинства          | Екстериторијалне организације и тела | Непознато            | Непознато                     |
| Мушки  | 33                        | 0                             | 0                                    | 29                   | 29                            |
| Женски | 39                        | 2                             | 0                                    | 10                   | 10                            |
| Укупно | 72                        | 2                             | 0                                    | 39                   | 39                            |

## Знамените личности
- Штефан Хомола
- Јан Чајак
- Зуска Медвеђова
- Карол Милослав Лехотски
- Кветослава Бенкова

## Туризам и рекреација
Дана 23. априла 2012. у Бачком Петровцу је отворен аква парк Петроленд, највећи аква парк у Србији и један од највећих у југоисточној Европи. У његову изградњу словачка компанија Aqua Therm Invest до сада је уложила 8,5 милиона евра, а до завршетка последње фазе у наредне две године биће инвестирано укупно 22 милиона евра. Аква парк се налази на уласку у Бачки Петровац, на путу за Нови Сад, од кога је удаљен 18 km.

### Аква парк
- Аква парк 1
- Аква парк 2
- Аква парк 3
- Аква парк 4
- Аква парк 5

## Спорт
- ФК Младост Бачки Петровац је основан 1923. године и тренутно се такмичи у Војвођанској лиги Север, четвртом рангу такмичења.

## Медији
Једина петровачка телевизије је ТВ Петровец, која емитује од новембра, 1997. године а једина радио-станица је Радио Петровец.

## Галерија
- Бегеј- канал у Бачком Петровцу
- Евангеличка црква и седиште бискупа
- Главна улица у Петровцу — Маршала Тита
- Католичка црква са торњем
- Мостић на Бегеју
- Поглед на споменик из Коларове улице
- Занатски дом
- Штампарија Култура
- Матица словачка у Србији
- Словачко позориште
- Најстарија кућа у Бачком Петровцу подигнута 1799. године
- Зграда гимназије Јан Колар у Бачком Петровцу, прва половина 20. века
- Радници који подижу пут у Бачком Петровцу
- Разгледница Бачког Петровца, око 1930. године
- Словачки младићи у свечаном, старијем типу ношње. Бачки Петровац, почетак 20. века
- Словачки младићи из Бачког Петровца са модерним шеширима тог периода - цилиндрима, под утицајем француске моде (тридесете године 20. века)
- Крштење у Бачком Петровцу почетком 20. века
- Управа Занатског друштва у Бачком Петровцу (1930)
- Чланови Добровољног ватрогасног друштва Бачки Петровац на прослави двадесетогодишњице друштва (1911)